# Ipposidra
La Ipposidra (il cui nome deriva dall'unione dei termini di lingua greca ippos, cavallo, e idra, acqua) era una ferrovia a trazione animale (cavalli) concepita da Carlo Cattaneo per il trasporto via terra delle barche impiegate sul Naviglio Grande tra Tornavento a Sesto Calende lungo il corso del Ticino, funzionante dal 1858 al 1865.  Ci sono delle incertezze sull’origine del nome: mentre molti indicano l’etimologia nella fusione dei due termini greci ippos, cavallo, e idros, acqua, fonte propone ippos e sideros, cioè ferro, a indicare strada ferrata per cavalli  (in Rusconi Clerici, pag. 188)

## Sviluppo
Lo sviluppo di questa particolare via di comunicazione venne intrapresa per migliorare il trasporto delle merci via acqua tra il Lago Maggiore e Milano. La tratta iniziale veniva percorsa in 10 ore dalle imbarcazioni fluviali attraverso il Naviglio Grande, ma il ritorno si rivelava un'operazione che richiedeva anche settimane di tempo dovendo risalire la corrente e essendo il tratto caratterizzato dalla presenza di numerose rapide. Ogliari nel testo Dal lago maggiore a Milano cita le Memorie e dettagli descrittivi sulla navigazione interna del milanese dell’ingegner Carlo Parea: «In ognuno di questi tronchi havvi un passaggio difficile, ossia, come dicesi, una rassa che ha una considerabile caduta, e v’ha per lo più anche qualche parte di men rapido moto che chiamasi piano; così v'ha la rassa della Miorina e dell’Orsa ed il piano dell’Orsa e della Miorina. Soltanto fra Sesto Calende e l’imboccatura del Naviglio Grande se ne contano da venti di siffatti tronchi: la Miorina, il Cagarat tutto Rassa, la Lanca, la Monga, la Cavallazza, il Corobbiolo, l’Orsa, la Seringa, il Pan perduto, la Restera, il Cero, l’Asnino, lo Stracollo, il Ram, il Secondo Stracollo, il Fasòlo, la Pertighera, il Marcietto, l’Oggetto, la Mora». L'utilizzo dell'Ipposidra avrebbe dovuto aggirare tutto questo, in quanto le navi, una volta giunte a Milano, sarebbero state inviate presso il bacino idrico di Tornavento, caricate sui vagoni piatti trainati da cavalli e inviati lungo una strada ferrata fino a Sesto Calende, presso il Lago Maggiore. La percorrenza avrebbe richiesto 18 ore.
La sua realizzazione fu ostacolata inizialmente dal governo austriaco, che nel 1846 proibì la costruzione dell'Ipposidra perché non voleva ferrovie private nel proprio territorio. Nel 1848, dopo la cacciata degli austriaci dalla Lombardia, Cattaneo ottenne i permessi di costruzione, ma i lavori furono nuovamente bloccati dal ritorno degli austriaci. Nonostante ciò, il patriota italiano non demorse e nel 1850 ottenne finalmente il permesso di costruzione. L'inaugurazione avvenne però solo nel 1858 a causa della mancanza di fondi. Cattaneo scrisse parole bellissime per convincere dell’importanza di realizzare ciò che aveva in mente. “Molto guadagnerebbe l’umanità nel sollevare una quantità di persone dal faticoso rimorchio in Ticino, che le abbruttisce, e di sollevare dalle penosissime fatiche tanti cavalli che, travagliando contro la forza delle correnti di un fiume in un letto sassosi, per ghiacci e per dirupi sempre esposti alle intemperie si ammalorano e si consumano in due anni e poco più di sforzi” ( Rusconi Clerici pag. 188). L’opera, affidata all’ingegnere Besozzi fu realizzata tra il 1851 e 1858.
L'Ipposidra rimase in servizio fino al 1865, quando venne chiusa per fallimento, in quanto scarsamente utilizzata dalle barche in transito, a seguito dell'apertura delle ferrovie Arona-Novara e Milano-Sesto Calende, che posero fine definitivamente al trasporto merci sulle acque del Ticino e dei Navigli. Secondo alcuni, la realizzazione della linea ferroviaria non fu l’unico motivo del rapido declino, ma la maggioranza delle fonti riportano questo: a pag. 189 del suo testo Rusconi Clerici sostiene “ L’ipposidra riuscì a sopravvivere solo 7 anni e fu costretta a cassare l’attività, malgrado l’ottimo risultato tecnico, dal colpo di grazia infertole dall’apertura delle nuove linee ferroviarie Novara-Arona e Milano-Sesto Calende che da un giorno all’altro le sottrassero gran parte del volume di merci”. Oggi ne sopravvivono pochi resti del percorso in trincea, ponti e qualche termine. Tutto il materiale rotabile e i binari fu venduto alle stesse ferrovie. Le stazioni di partenza e arrivo furono distrutte in seguito. Una documentazione fotografica delle rovine della ferrovia a cavalli è riportata nel testo Ogliari-Cilluffo, Dal Lago Maggiore a Milano, Selecta 2002.